# Betatron

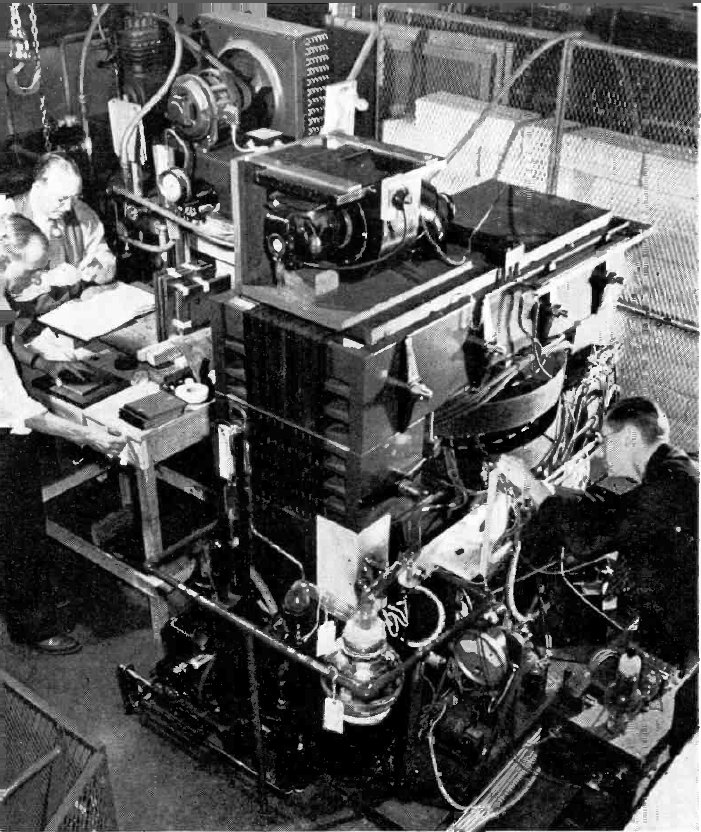
D. Kerst (vpravo) u jednoho z prvních betatronů na universitě v Illinois

Betatron je cyklický nerezonanční urychlovač elektronů (nebo obecněji elektricky nabitých částic) s kruhovou rovnovážnou drahou, ve kterém jsou elektrony urychlovány vlivem vírového elektrického pole. Toto elektrické pole je indukované časově proměnným magnetickým polem. Název betatron souvisí s tím, že se jedná o zařízení produkující rychlé elektrony a rychlé elektrony, pokud vznikají při radioaktivním rozpadu, se označují jako záření β−. Betatron však nemá s radioaktivitou nic společného. Při výběru názvu pro nový typ urychlovače se uvažovalo o různých variantách, mezi nimiž stojí za pozornost návrh údajně pocházející od jednoho z německých spolupracovníků: "Außerordentlichehochgeschwindigkeitselektronenentwickelndesschwerarbeitsbeigollitron". Podle jiného zdroje s návrhem přišel Donald Kerst (1911–1993) v roce 1940 při vývoji prvního úspěšného betatronu na universitě v Illinois. Podle časopisu Life ale v žertu navrhl "Außerordentlichehochgeschwindigkeitselektronentwickelndesschwerarbeitsbeigollitron".
S myšlenkou na využití magnetické indukce pro urychlování elektronů emitovaných žhavou katodou ve vysokém vakuu přišel v roce 1922 americký elektroinženýr Joseph Slepian (1891–1969). Šlo mu o návrh zdroje rentgenového záření, v němž by se zvyšovala energie elektronů bez nutnosti použít  urychlovací napětí řádově vyšší než to, které se používá v rentgenkách. Ty pracují s urychlovacím napětím od desítek do stovek kV. Další informace k teoretickému a experimentálnímu vývoji betatronu se poněkud liší podle toho, jakou sledujeme literaturu. Zatímco v německých zdrojích se akcentují zásluhy Maxe Steenbecka (1904–1981), Rolfa Wideröeho (1902–1996) a dalších odborníků působících v 30. a 40. letech 20. století v Německu, v anglické literatuře se jako autor prvního prokazatelně fungujícího betatronu uvádí D. Kerst.

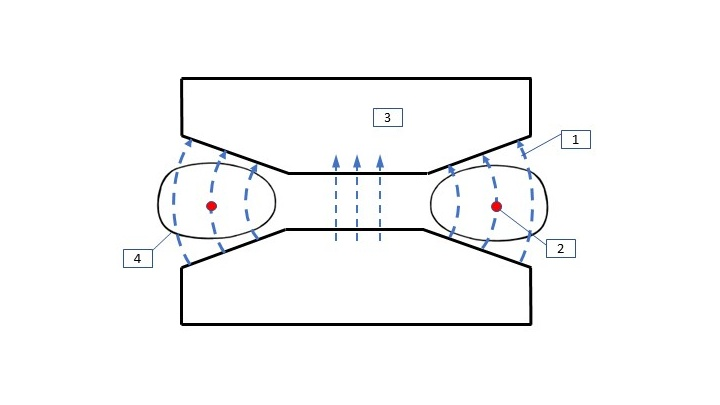
Schematické znázornění betatronu bez primárního (budicího) vinutí: řez kolmý k rovině rovnovážné dráhy. 1 – magnetické pole udržující elektrony na kruhové dráze, 2 – oběžná dráha svazku elektronů, 3 – laminované jádro elektromagnetu, 4 – toroidní vakuová komora

R. Wideröe byl norský badatel specializovaný na urychlovače částic, pracoval střídavě v Německu, v Norsku, po 2. světové válce pak ve Švýcarsku. Je autorem tzv. betatronové (Wideröeho) podmínky, která je pro činnost betatronu nutná, ale sama o sobě jeho úspěšný provoz nezaručuje. D. Kerst a další se zabývali i oscilacemi svazku elektronů způsobenými rozptylem elektronů při jejich srážkách s molekulami zbytkových plynů uvnitř betatronu. Tyto oscilace se nazývají betatronové kmity, i když se mohou vyskytovat i v jiných urychlovačích, nejen v betatronech. Klíčovým problémem bylo oscilace utlumit a udržet elektrony na kruhové dráze, po níž uběhnou celkovou dráhu řádu stovek km během urychlovacího cyklu, který trvá zlomky až jednotky ms. Teprve po úspěšném vyřešení podobných problémů mohl D. Kerst v roce 1940 uvést do provozu svůj první betatron s energií elektronů 2,3 MeV. Později na universitě v Illinois konstruoval a do provozu postupně uváděl betatrony s energiemi vyššími, z nichž posledním a nejvýkonnějším byl 300 MeV betatron.

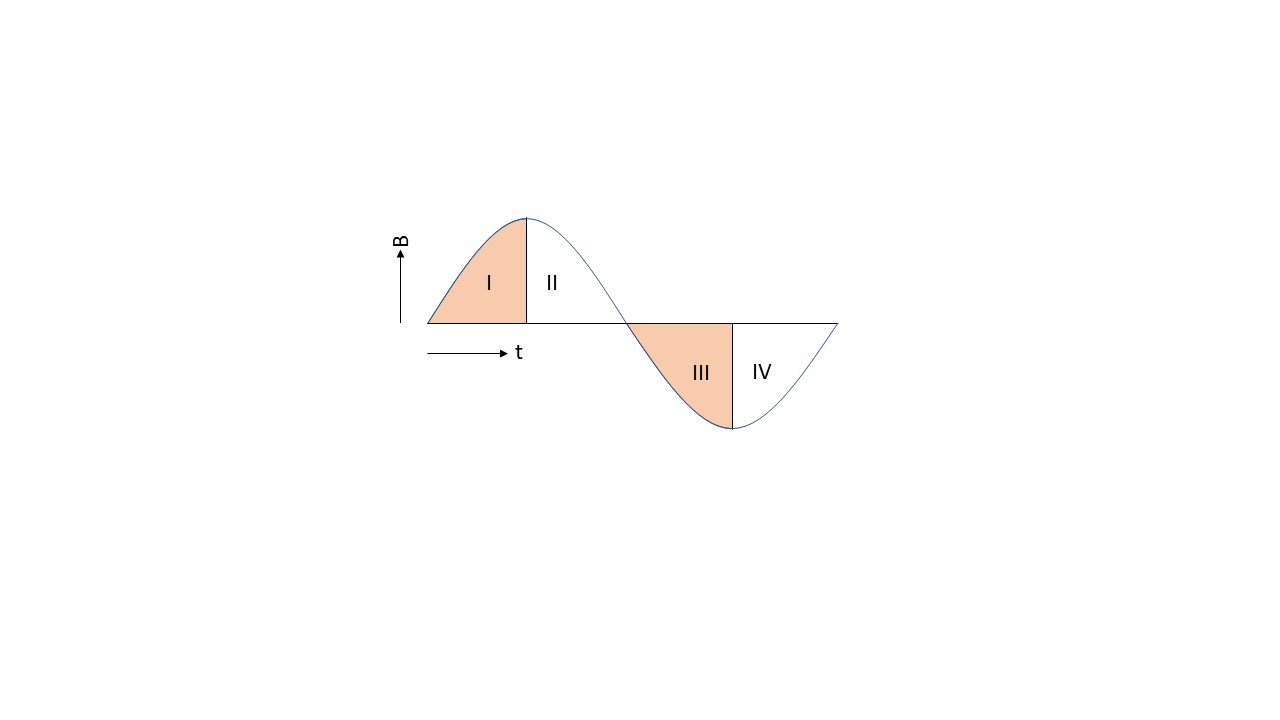
Časově proměnné magnetické pole v betatronu. Dvě čtvrtperiody (I, III) oscilujícího magnetického pole vhodné pro urychlení svazku elektronů. Při frekvenci 250 Hz je délka jedné čtvrtperiody 1 ms

Vírové elektrické pole, které v betatronu urychluje elektrony, je generováno střídavým magnetickým polem. Tento jev (zákon elektromagnetické indukce) popisuje druhá Maxwellova rovnice
{\displaystyle rot{\vec {E}}=-{\partial {\vec {B}} \over \ \partial t}}, podle níž je rotace vektoru intenzity elektrického pole rovna záporně vzaté časové derivaci magnetické indukce. Betatron je transformátor, jehož sekundární vinutí tvoří jediný závit – toroidní vakuová komora s kruhovým prstencem urychlovaných elektronů uvnitř. Primární vinutí je napájeno střídavým proudem s frekvencí 50 Hz nebo 60 Hz u prvních betatronů, u pozdějších konstrukcích se frekvence zvyšovala až k 600 Hz, přičemž k urychlování lze využít např. první a třetí čtvrtperiodu oscilujícího magnetického pole. Magnetické pole zastává v betatronu dvě funkce: Kromě urychlování elektronů na ně působí také dostředivou silou a udržuje je tím na kruhové dráze. To platí, pokud je splněna Wideröeho podmínka, podle níž pole na kruhové dráze musí mít hodnotu ½ středního pole uvnitř kruhové dráhy. Na začátku urychlovací čtvrtperiody jsou elektrony vstříknuty ve směru tečny do toroidní komory z elektronového zdroje se žhavou katodou, který je umístěn mimo stabilní oběžnou dráhu elektronů. Ty potom vykonají stovky tisíc oběhů a po celou čtvrtperiodu kontinuálně získávají energii. Na konci urychlovacího intervalu jsou elektrony vychýleny na terč a produkují rentgenové záření nebo jiné vysokoenergetické jevy.    

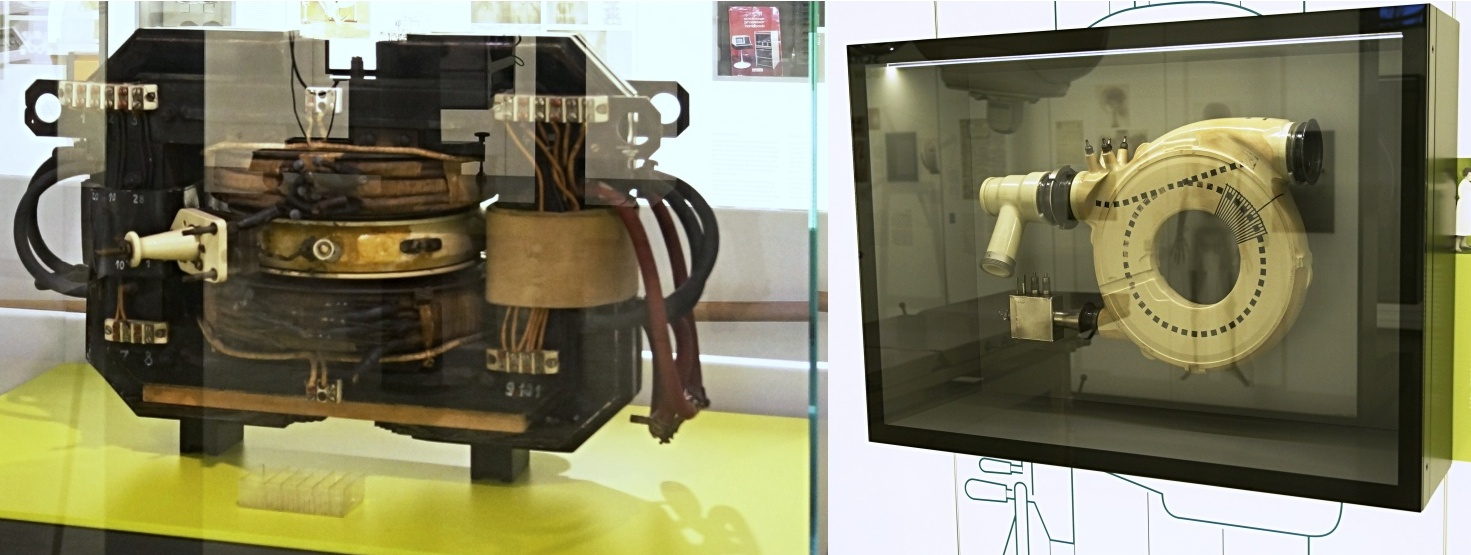
Vlevo: 6 MeV betatron, který v letech 1943–1946 vyvinul Konrad Gund. Vpravo: Toroidní vakuová komora (urychlovací elektronka) pro 15 MeV betatron z let 1955–1965. Exponáty v Siemens Healthineers Med Museu v Erlangenu

Maximální dosažitelné magnetické pole je v betatronu omezené sycením železného jádra a další zvyšování energie elektronů potom vyžaduje zvětšovat rozměry celého zařízení. V případě 300 MeV betatronu v Illinois přesáhla hmotnost železného jádra 300 t, což je jeden z důvodů, proč se větší betatrony už nenavrhovaly. Dalším důvodem jsou rostoucí ztráty energie vlivem synchrotronového záření, které produkují nabité částice pohybující se se zrychlením. Tento jev, který jako první popsal I. J. Pomerančuk (1913–1966), nabývá v betatronech na důležitosti při energiích zhruba 100 MeV a vyšších.
Komerčně se betatrony vyráběly po roce 1950 s typickými energiemi řádu desítek MeV jako zdroje tvrdého rentgenového záření pro použití v lékařské a průmyslové radiografii. Pro průmyslové aplikace v nedestruktivní defektoskopii se používají i přenosné betatrony, které např. ve stavebnictví dokážou prozářit beton se železobetonovou výztuží o tloušťce až 1 000 mm.  